# Schaalsee-Landschaft
Schaalsee-Landschaft este o arie protejată (arie de protecție specială avifaunistică — SPA) din Germania întinsă pe o suprafață de 16.830 ha, integral pe uscat.

## Localizare
Centrul sitului Schaalsee-Landschaft este situat la coordonatele 53°39′59″N 10°58′59″E / 53.6664°N 10.9831°E.

## Înființare
Situl Schaalsee-Landschaft a fost declarat arie de protecție specială avifaunistică în aprilie 2008 pentru a proteja 29 de specii de animale.

## Biodiversitate
Situată în ecoregiunea continentală, aria protejată nu include niciun habitat protejat.
La baza desemnării sitului se află mai multe specii protejate de  păsări (29): pescăruș albastru (Alcedo atthis), rață lingurar (Anas clypeata), rață mică (Anas crecca crecca), rață cârâitoare (Anas querquedula), Anser albifrons albifrons, gâscă de semănătură (Anser fabalis), rață-cu-cap-castaniu (Aythya ferina), rața moțată (Aythya fuligula), buhai de baltă (Botaurus stellaris stellaris), barză albă (Ciconia ciconia ciconia), erete de stuf (Circus aeruginosus), cristeiul de câmp (Crex crex), ciocănitoarea de stejar (Dendrocopos medius), ciocănitoare neagră (Dryocopus martius), muscar (Ficedula parva), Grus grus grus, codalb (Haliaeetus albicilla), sfrâncioc roșiatic (Lanius collurio), sfrâncioc mare (Lanius excubitor excubitor), pescăruș mic (Larus minutus), Mergus merganser merganser, gaia neagră (Milvus migrans), gaia roșie (Milvus milvus), rață cu ciuf (Netta rufina), viespar (Pernis apivorus), Podiceps cristatus cristatus, cresteț pestriț (Porzana porzana), chiră de baltă (Sterna hirundo), silvie porumbacă (Sylvia nisoria).